# Homo naledi
A Homo naledi egy kihalt emberféle, amit az antropológusok először 2015-ben írtak le, és a Homo nemhez rendeltek. 2013-ban fosszilis csontvázakat találtak a dél-afrikai Gauteng tartományban a Rising Star barlang rendszerben, ami része az „Emberiség Bölcsője” világörökségi helyszínnek, a középső pleisztocén korszakból származnak, körülbelül 235-135 ezer évesek. Legalább tizenöt egyed kövületeit találták meg, több mint 1550 mintadarabot ástak ki a barlangból.
Ezt a fajt a kis testű emberi populációkra hasonlító testtömeg és termet jellemzi, a kisebb endokraniális térfogat hasonló Australopithecushoz, és a korai Homo fajokéhoz hasonló koponyaalak. A csontváz anatómiájában jelen vannak az australopithecinektől ismert ősi jellemzők, újabb jellemzőkkel, amiket a későbbi homininákkal társítanak. .
Lee Berger javasolta, hogy a csontok egy új Homo fajt képviselnek, más szakértők azt állítják, hogy több elemzésre van szükség, hogy támogassák ezt az osztályozást. Van arra néhány bizonyíték, hogy az egyedeket talán szándékosan helyezték el a barlangban közel a haláluk idejéhez.
A „naledi” szó szotó nyelven azt jelenti: „csillag”.

## Kövületek
Összesen több mint 1550 csontdarabot találtak amik legalább 15 egyedhez tartoztak. Körülbelül 300 csonttöredéket gyűjtöttek össze, és ∼1250 mintát találtak. A kövületek tartalmaztak koponyákat, állkapcsokat, bordákat, fogakat, csontjait egy majdnem teljes lábnak, egy kéznek, és egy belső fülnek. Öregek, fiatalok és csecsemők csontjait is megtalálták.

## Morfológia
A fizikai jellemzői hasonlítanak az Australopithecus nemére, keverten a Homo nem több jellegzetességével, és jellemzőkkel amik nem ismertek más hominin fajban. A csontváz anatómiája egyaránt mutat az australopithecinekban is felismert pleziomorf (ősi) jellemzőket, és több, a későbbi hominináktól ismert apomorf (származtatott, levezetett, illetve az ősi állapottól elkülönülve megjelent) tulajdonságokat.
Felnőtt hímeket körülbelül 150 cm magasra becsülték, és körülbelül 45 kg-ra, míg a nőstények valószínűleg egy kicsit alacsonyabbak és súlyuk egy kicsit kevesebb volt. Ezek a méretek a kis testű modern emberek szexuális dimorfizmusának tartományán belülre esnek. Egy elemzése a H. naledi csontváznak azt sugallja, hogy függőlegesen állt, és két lábon járt. A csípő mechanikájuk a kiszélesedő alakú csontos medencéjük hasonló a australopithecinekhez, de lábaik, lábszáruk, és bokáik jobban hasonlítanak a Homo nemére.
A kezei jobban alkalmasnak látszanak a tárgy manipulációra mint a australopithecineké. Néhány a csontjai közül hasonlít a modern emberi csontokra, és más csontok primitívebbek mint az Australopithecusé ami az emberek egy korai őse. A hüvelykujj, csukló és a tenyér csontjai modern-szerűek, míg az ujjak görbék, australopithecinebbek és a mászásra használhatók. A vállak nagyrészt az australopithecinekhez hasonlóan vannak beállítva. A csigolyák leginkább a Homo nem pleisztocén tagjaira hasonlítanak. A karjának egy Australopithecushoz hasonló válla és ujjai vannak és egy Homohoz hasonló csuklója és tenyere. A felső testének szerkezete úgy látszik, hogy primitívebb mint a Homo nem más tagjainak, még majomszerű.
Négy koponyát fedeztek fel, úgy gondolják, hogy két nőstényé és két hímé, a koponya térfogat 560 cm³ a hímeknél és 465 cm³ a nőstényeknél, hozzávetőlegesen fele a modern emberi koponyatérfogatnak, átlagos Homo erectus koponya 900 cm³. A H. naledi koponya közelebb van a koponya térfogatban australopithecine koponyákhoz. Ennek ellenére a koponya szerkezetét úgy írták le, hogy hasonlóbb a Homo nemhez mint australopithecinekhoz, főleg a karcsú jellemzőiben, és a halántéki és nyakszirti kiboltosulás jelenlétében, és az a tény, hogy a koponya nem szűkül a szem- aljzatok mögött. A faj agya feltünően kisebb mint a modern Homo sapiensé, 450 és 550 cm³ között mérték. A fogak és az alsó állkapocs izomzata sokkal kisebb mint a legtöbb australopitheciné, ami arra utal, hogy a tápláléka nem igényelt kemény rágást. A fogai kicsik voltak hasonló a modern emberére, de a harmadik őrlőfog nagyobb volt mint más őrlőfogak az australopithecinekhez hasonlóan.
Az átfogó anatómiai szerkezete arra sarkalta a vizsgáló tudósokat, hogy a Homo nemen belül osztályozzák az Australopithecus nem helyett. A H. naledi csontvázak azt jelzik, hogy a Homo nem eredete komplex és lehet, hogy polifiletikus (hibrid), és, hogy a faj lehet, hogy Afrika különböző részein külön fejlődött ki.
Egy H. naledi fej modell rekonstrukciót készítettek úgy, hogy megmérték a fej csontjait, a szemgödröt és az állkapocsizmokat rátették a koponyára. A méréseket arra használták, hogy elkészítsék a modellt, beleértve a bőrt, a szemeket és a hajat.

## Kormeghatározás
A kövületek kora nincsen meghatározva. A geológusok becslése szerint a barlang amiben a kövületeket felfedezték nem öregebb mint három millió év.
A csontokat a barlang padlóján találták vagy sekély üledékben eltemetve. Berger azt állítja, hogy az anatómiája azt sugallja, hogy a Homo nem kezdetétől vagy annak közeléből származik körülbelül 2.5-2.8 millió évvel ezelőttről, de a ténylegesen kiásott csontok fiatalabbak lehetnek.
Francis Thackeray azt sugallja, hogy a H. naledi körülbelül 2 millió évvel ezelőtt élt (± 0,5 millió év), a Homo rudolfensis, H. erectus, és H. habilis, koponya hasonlóságai alapján amik körülbelül 1,5, 2,5 és 1,8 millió évvel ezelőtt éltek.

## Vélemények
A kutatócsoport úgy véli, hogy a csontok egy új fajt képviselnek a H. naledit a Homo nemben, más szakértők azt állítják, hogy további elemzések szükségesek ennek az osztályozásnak a támogatásához. Tim D. White paleoantropológus megjegyezte, hogy a jelentősége ennek a felfedezésnek ismeretlen a kormeghatározás befejezéséig, és amíg nem csinálnak további anatómiai összehasonlítást korábban ismert kövületekkel.
Rick Potts szerint anélkül, hogy ismernénk a korát nincs módja megítélni az evolúciós jelentőségét.
Susan Anton antropológus megállapította, hogy még a kormeghatározás után is a szakértők valószínűleg sok évet töltenek el a törekvéssel, hogy ezeket a kövületeket a megfelelő kontextusba tegyék, mert nincs megegyezés a paleoantropológiában, hogy pontosan miként használják az ilyen összehasonlításokat a Homo nem meghatározására. Néhányan azzal érvelnek, hogy a két lábon járás egy meghatározó jellemzője, így a Homo egy különleges módnak a használatát jelenti a mozgásra a környezet körül. Más tudósok lehet, hogy inkább koponya jellemzőket tekintik a Homo család jellemzőinek.
Bernard Wood paleoantropológus egyetért, hogy a maradványok egy új fajt képviselnek, de azt gondolja, hogy a csontok egy reliktum populáció képviselői lehetnek, ami fejlődhetett közel elszigetelten Dél-Afrikában, hasonlóan a másik reliktum populációhoz a kis aggyal rendelkező Homo floresiensishez ami Flores szigetén Indonéziában élt. Az egyedek száma miatt, és mivel több ivar és korcsoport is előfordul, a tudósok a leggazdagabb hominin lelőhelynek tekintik, amit valaha Afrikában felfedeztek, és eltekintve a Sima de los Huesos gyűjteménytől és a későbbi a neandervölgyi és a modern emberi mintáktól, a feltárási terület a legátfogóbban képviseli a csontváz elemeket élethosszon keresztül, és több egyedből.
Jeffrey H. Schwartz evolúciós biológus szerint az anyag túlságosan változatos ahhoz, hogy egy fajt képviseljen.
Donald Johanson kételkedik abban, hogy az egyedeket ritualsztikus temetésnek vetették alá a kis agy kapacitásra (450 cc) hivatkozva, és a korlátozott kulturális gyakorlatok valószínűségével.

## Összehasonlítása aH. erectussal
Tim D. White paleoantropológus azt gondolja a közzétett leírások alapján, hogy a kövületek egy primitív Homo erectushoz tartoznak. Chris Stringer antropológus szintén megállapította, hogy a kövületek kinézete legjobban kis testű Dmanisiból (Grúzia) származó Homo erectusra hasonlítanak amik ∼1.8 millió évvel ezelőttiek. Berger elutasítja annak a lehetőségét, hogy a kövületek H. erectust képviselnek.

## A testek szándékos elhelyezésének hipotézisei
Van néhány bizonyíték, hogy az egyedeket lehet, hogy szándékosan helyezték el a barlangban, közel a haláluk idejéhez, a szakértők az állítják, hogy több bizonyíték szükséges ennek a hipotézisnek a támogatásához.
John D. Hawks antropológus aki a csapat egy tagja volt megállapította, hogy tudományos tény, hogy minden megtalált csont hominid, kivéve egy bagolyé, nincsenek jelei a predációnak, és ott nincs ragadozó ami felhalmozhatta volna csak az emberszabásúakat ily módon, minden csontot nem halmozhattak fel egyszerre. Nincs bizonyítéka szikláknak vagy üledéknek ami beesett volna a barlangba bármilyen felszíni nyílásból, nincs bizonyítéka, hogy víz folyt volna a barlangba a csontokat a barlangba szállítva. Hawks arra a következtetésre jutott, hogy a legjobb hipotézis, hogy a testeket szándékosan helyezték el a barlangban a haláluk után, a faj más tagjai.
Dirks és munkatársai szerint monospecifikus együtteseket írtak le a harmadidőszaki és mezozoikumi gerinces kövület helyekkel összekapcsolva katasztrofális eseményekkel, a nem H. sapiens hominin lerakódások között, ahol a katasztrofális események bizonyítéka hiányzik a monospecifikus együtteseket társítják jellemzően szándékos kulturális elhelyezéssel vagy temetéssel. Megállapították, hogy nincs bizonyítéka annak, hogy egy katasztrófa helyezte el a testeket a barlangban, és, hogy a testeket szándékosan helyezték el a barlangban.
William Jungers nem vitatja, hogy a H. naledi csontok a Homo nembe tartoznak és, hogy az elhelyezés valószínűleg szándékos, de figyelmeztet azzal szemben, hogy komplex társadalmi szerveződéssel és szimbolikus viselkedéssel próbáljanak érvelni. Azt sugallja, hogy a fajtársaik rakták egy lyukba, lehet, hogy azért mert jobb volt mint hagyni őket bomlani körülöttük. Azt spekulálja, hogy a múltban ott lehetett másik egyszerűbb út a kamrához ahol a csontokat találták.
Carol Ward a patológia és az anatómiai tudományok professzora szintén szkeptikusa a szándékos temetés értelmezésének és kérdezi, hogy „Ha valóban nehéz a barlangba jutni, akkor te, hogyan jutnál egy hosszú sötét barlangba szállítva a halott nagymamádat?”
Berger azt gondolja, hogy a testek szándékos elrendezése a bonyolult barlangrendszeren belül azt kívánta, hogy a faj tagjai megtalálják az útjukat a teljes sötétségen keresztül és vissza újra, és spekulálja, hogy ez fényt kívánt fáklya formájában vagy időközönként tűz megvilágítással.
Martha Tappen azt gondolja, hogy a fenyegető ragadozó elől való elrejtőzés egy valószínű forgatókönyv.

## Rituális hipotézisek
Berger és munkatársai azt állítják, hogy „ezek az egyedek képesek voltak rituális viselkedésre”. Úgy spekulálnak, hogy a holttestek elhelyezése a barlangban egy ritulasztikus viselkedés volt, a szimbolikus gondolkodás egy jele. A „rituális” itt azt jelenti, hogy egy szándékos és megismételt gyakorlat (a holttestek elrendezése a barlangban), és nem jelenti bármilyen típusát a vallásos rituálénak. Általában úgy tekintik, hogy a ritulasztikus viselkedés a H. sapiens és a H. neanderthalensis között bukkant fel. A legrégebbi megerősített neandervölgyi temetés 100 000 éves.
Rick Potts megjegyzéseː „Nincs bizonyítéka anyagi kultúrának, mint eszközök, vagy bármilyen bizonyítéka bármilyen fajta szimbolikus rituálénak amit majdnem mindig a temetéssel társítunk... Ezek a testek egyszerűen egy lyukba ledobottnak látszanak.”
Dirks és munkatársai kijelentikː Minden korábban ismert esetét a kulturális lerakódásnak a Homo nem olyan fajának tulajdonították aminek az agymérete közel volt a modern emberi tartományhoz, és ellentétben a Dinaledi együttessel minden ilyen hominin társított eset tartalmazott legalább néhány közép- és nagyméretű, nem hominin állatot.
William Jungers felvetett hasonló aggodalmakat a hipotézisre. Tudományos író Michael Shermer javasolja, hogy az emberölést, háborút, és még a feláldozást is vegyék figyelembe a halál okaként, de John D. Hawks az egyik azon tudósok közül akik kategorizálták és elemezték a kövületeket, megjegyzi, hogy nincs bizonyítéka az erőszakos halálnak a testek között.